# Московская товарная биржа
Московская товарная биржа (МТБ) — первая биржа,  открытая в СССР после более чем 60-летнего перерыва, прошедшего после закрытия последней биржи на территории страны.

## История

### Создание
Создание биржи было следствием перемен произошедших в стране в конце 80-х годов.
МТБ была зарегистрирована Мосгорисполкомом 19 мая 1990г. Инициатором создания биржи выступила Ассоциация молодых руководителей предприятий СССР. Первым председателем биржевого комитета и исполнительным директором, а впоследствии президентом Биржи стал член Правления Ассоциации молодых руководителей предприятий СССР, генеральный директор Совместного Предприятия «Волтек» Геннадий Полещук. 

#### Учредители
Учредителями биржи помимо Ассоциации стали Главное управление снабжения материалами и оборудованием Мосгорисполкома, Союз строительно-монтажных кооперативов СССР, Совместное Предприятие "Волтек", Союз центров НТТМ (научно-технического творчества молодежи). Членами биржи стали 250 крупных объединений, предприятий и организаций страны, банки, кооперативы и частные лица. Уставной капитал биржи - 100 млн.рублей. Стоимость места на бирже - 250 тыс. рублей (около 25 тыс.долл. по текущему курсу).

#### Цель
Целью создания МТБ была организация реального рыночного товарооборота, основанного на текущем соотношении спроса на товар и его предложения, и определения, таким образом, реальных цен товаров (котировок). Задача для времени  диспропорций в экономике и всеобщего дефицита – достаточно революционная. Биржа позволяла получать информацию о текущих потребностях рынка,  вовлекать в товарооборот излишние запасы продукции и устанавливать прямые хозяйственные связи.  Торги на Бирже открылись и в дальнейшем проходили в крупнейшем и новейшем по тем временам павильоне международных выставок ВДНХ, получившем 4-й номер. МТБ занимала примерно половину площадей павильона и располагалась на его втором этаже. Помещения брокерских контор получили названия "кабинки брокеров" и представляли собой выгородки из белой фанеры без крыши по типу помещений на международных выставках. В торговый зал с видом на монумент В. Мухиной "Рабочий и колхозница" брокеры допускались по пропускам на груди - бейджам. Некоторые в основном сырьевые группы товаров имели выделенное время для торгов.
Биржа ежедневно по рабочим дням выпускала бюллетень выставленных на продажу товаров от сырья и продуктов до станков и автомобилей. К 1993 г. бюллетень насчитывал более 50 страниц мелкого шрифта торговых позиций на товары, выставленные брокерами. Вчерашний бюллетень продавался в фойе биржи и использовался маклерами-посредниками для внебиржевой торговли. Проверка наличия выставленных товаров издателями не велась, и посредники иногда могли попасть впросак, предлагая непроверенный или проданный товар покупателям.

#### Международная деятельность
МТБ действовала как биржа закрытого типа. К осуществлению сделок допускались только члены биржи и их представители. За основу технологии торговли и организации работы Биржи был взят опыт работы ведущих товарных бирж США. В 1990 году делегация МТБ посетила ведущие биржи Чикаго и Нью-Йорка, где изучала опыт работы товарных бирж, встречалась со специалистами, членами и руководством бирж. Вскоре после этого, по приглашению МТБ Москву посетила делегация из первых руководителей главных товарных бирж США – Chicago Board of Trade (CBT), Chicago Mercantile Exchange (CME) и New York Mercantile Exchange (NYMEX). В ходе визита в Москве были подписаны соглашения о сотрудничестве и партнерстве между МТБ и указанными биржами. К октябрю 1991г. Более чем 2000 брокеров, представляющих 434 брокерские фирмы торговали на МТБ. 
На Московской товарной бирже (МТБ) впервые в стране стали проводиться срочные сделки (futures). Первыми товарами со сделками на срок были зерно и хлопок.

### Фьючерсная биржа
В конце 1992 года под руководством Президента МТБ Георгия Васильева на бирже впервые в стране была запущена торговля валютными фьючерсными контрактами.Торги поддерживались специально разработанной автоматизированной системой регистрации сделок и обеспечивалась гарантийными взносами, вносимыми брокерами в расчетную палату биржи. Таким образом, МТБ стала первой полноценной  фьючерсной биржей в России.

### Итог
В 1995 г. Московская товарная биржа обанкротилась вследствие рискованной политики руководства биржи , инвестировавшего залоговые средства в векселя обанкротившихся банков.